# 遠藤憲一
遠藤 憲一（えんどう けんいち、1961年6月28日 - ）は、日本の俳優、声優、ナレーター、脚本家、タレント。愛称は、エンケン（さん）。東京都品川区出身。アクターズカンパニーなどを経て、エンズタワー所属。眼光鋭く、強面な風貌から悪役を演じることが多かったが、大橋のぞみ演じるヒロインの育ての親を演じた2009年の連続ドラマ『白い春』や瀧本美織演じる主人公の育ての親を演じた2010年の連続テレビ小説『てっぱん』出演をきっかけに、コミカルな役どころなど役柄の幅が多彩となり、主役・準主役級の人気俳優として活躍している。

## 略歴

### 俳優業
高校中退後、アルバイトを転々としていたが、ある日広告で劇団員募集の広告を見て軽い気持ちで入団。その後、役者業に興味を持ち難関として知られる劇団無名塾の選抜試験に合格して舞台俳優としてのキャリアをスタートするが、空気の重圧感や規律の厳しさと辞め癖が抜けていなかったことから10日後に劇団を離脱。なお、10日間限りの師匠であった仲代達矢とは、17年後に映画『金融腐蝕列島』で初共演を果たしている。その後は劇団フジ・東京宝映（現宝映テレビプロダクション）に移籍して役者活動を再開した。22歳でドラマデビュー（1983年の『壬生の恋歌』、公式サイトによる）し、以降は、刑事ドラマ・サスペンス作品・時代劇などで下積み的な出演を続けた。この間の1986年には『太陽にほえろ!』の最終回である718話に犯人役としてゲスト出演した。いわゆる「ビデオシネマ」時代が到来すると、眼力のある強面の風貌を生かして極道物で数多くの悪役を演じた。またその一方でカルト的な内容の作品でエキセントリックな演技を見せた。崔洋一、原田眞人、三池崇史などの作品には数多く出演している。
40代までは悪役としての認知度が高く、2009年に『湯けむりスナイパー』で連ドラ初主演を果たしたとき、「Vシネマ悪役の遠藤憲一が連ドラ初主演」と記事が掲載されたほどで、本人も「こんないかつい顔の自分を主演にするなんて」と照れ隠しのジョークを口にしていた。『湯けむりスナイパー』と同時期の連続ドラマ『白い春』への出演と血の繋がらない娘（演：大橋のぞみ）を愛する父親役の演技が高く評価され、仕事が増加。『ドクターX〜外科医・大門未知子〜』 の 海老名敬 役のように「強面の割に小心」というギャップを表に出したコミカルで人間味溢れる役柄を演じる機会も増えた。2015年4月期は『Dr.倫太郎』、『ヤメゴク〜ヤクザやめて頂きます〜』、『不便な便利屋』の3作でレギュラー出演している。2016年開始の大河ドラマ『真田丸』では主人公・真田信繁（演：堺雅人）と数奇な運命で結ばれた上杉景勝役としてレギュラー出演。2017年にはタレントCM起用社数ランキングで男性部門の1位になるなど、好感度の高い人気俳優の仲間入りを果たした。2019年のオトナの土ドラ『それぞれの断崖』の記事では「妖精から総理大臣まで幅広くこなし、近年驚くほど多くのドラマや映画で見かける」と評された。
大作映画やドラマへの出演が増えた今日でもVシネマやカルト映画への出演は続けており、前者に関しては「素晴らしく血塗れた世界」「演技の基礎体力を鍛えてくれる場所。出演するたびに何かが磨かれる」と愛着を表現している。深夜ドラマや特撮作品への出演も多く、『バトルフィーバーJ』、『特捜エクシードラフト』、『特捜ロボ ジャンパーソン』、『忍者戦隊カクレンジャー』、『ライオン丸G』などに出演している。特にカクレンジャーで演じた貴公子ジュニア／ガシャドクロは当たり役であった。

### 俳優以外の活動
シリアスなCMや映画の予告編のナレーションなどに起用されており、『マトリックス』では、日本国内プロモーションにおけるナレーターとして起用、これが遠藤の知名度を上げるきっかけとなった。『IPPONグランプリ』ではナレーションのほか、一本決まった際の「イッポーン！」の声を担当している。
脚本家として、ドラマ『刑事貴族2』（日本テレビ系）では4本（第3、7、14、39話）、『刑事貴族3』第13話でも尾西兼一との共同で作品を手掛けている。

### エピソード
小学生時代には、2年生の時から卒業するまで電車で通学していた。中学生時代まで野球をやっていて、ポジションは投手。プロ野球は巨人ファンだったが、チケット代の安さもあってヤクルト（当時はアトムズ）のファンクラブに入っており、よく神宮球場に通っていた。また、後楽園球場で王貞治の3打席連続ホームランを生で見たこともある。
1990年に結婚した元タレントの妻について、遠藤はいつも頭が上がらない恐妻家であると言っている。犬を二匹（マルチーズ）飼っていた。妻が飼い始めたもので、遠藤自身は子どものころに犬に噛まれたことがあり、それ以来、苦手意識を持っていたが、徐々に慣れて情が移ったという。NHK-BS2『わんにゃん茶館』に出演したり、女性向け月刊誌『CREA』（2005年2月号）「ココロのそこから犬が好き!」特集で一緒に誌面を飾ったこともある。2014年に2匹とも亡くしている。2023年12月、保護犬を迎え入れたことを報告した。
20歳代後半当時に役者の仕事が少なかったことから、「自らが出演できる作品を作るために」という理由で脚本の勉強を始めた。「東京ぐれん隊」という探偵ドラマの脚本を1クール分（全12話）製本して各テレビ局に持ち込むも、反応はなかった。仲の良い芸能人としては共演の多い俳優の坂口憲二やドラマ『特上カバチ!!』で共演した高橋克実・中村雅俊などがいる。『バイプレイヤーズ』シリーズなどで共演している光石研とは、プライベートでも、芸能界デビューから40年ほど交流を続けているという。
コワモテの顔は目立つため、人混みの新宿を歩いているだけで警官が自分めがけてまっしぐらに駆け寄り職務質問されることが多々あると語っている。2014年にはドラマで刑事役（後述）を演じていたが職質されてしまった。

## 出演

### テレビドラマ

#### NHK
※特記以外は総合テレビ
- 壬生の恋歌（1983年） - 猪俣蛾次郎
- 土曜ドラマ
  - 十九歳（1989年1月） - 橋本
  - 外事警察（2009年11月 - 12月） - 倉田俊貴理事官
  - 逃げる女（2016年1月9日 - 2月13日） - 佐久間学
  - サギデカ（2019年8月31日 - 9月28日） - 手塚賢三
- 大河ドラマ
  - 翔ぶが如く  第45・46話（1990年） - 永山弥一郎
  - 秀吉（1996年） - 佐久間盛政
  - 北条時宗（2001年） - 三浦光村
  - 武蔵 MUSASHI（2003年） - 原田休雪
  - 平清盛（2012年） - 北条時政
  - 真田丸（2016年） - 上杉景勝
  - 西郷どん（2018年） - 勝海舟 [15]
- 腕におぼえあり（1992年） - 鷹丸
- 新・半七捕物帳 第9話「朝顔屋敷」（1997年） - 山崎平助
- 茂七の事件簿3 ふしぎ草紙（2003年） - 市太郎
- 慶次郎縁側日記（2004年 - 2006年） - 辰吉
- 風の果て（2007年） - 野瀬市乃丞
- トップセールス（2008年） - 石原
- 花の誇り（2008年12月） - 小谷三樹之丞
- 白洲次郎（2009年8月） - 永野重雄
- 桂ちづる診察日録（2010年9月4日 - 12月25日） - 桂木東湖
- 連続テレビ小説
  - ロマンス（1984年）
  - てっぱん（2010年9月27日 - 2011年3月26日） - 村上錠
  - わろてんか（2017年10月2日 - 2018年3月31日） - 藤岡儀兵衛
- 下流の宴（2011年5月31日 - 7月19日） - 島田直樹
- テンペスト（2011年8月28日 - 9月18日、BSP） - 津波古
- 最終特快（2013年3月21日）
- お父さんは二度死ぬ（2013年6月1日 - 6月22日、BSP） - 大沢俊夫
- かすてぃら[16]（2013年7月 - 8月、BSP） - 主演・佐野雅人
- 天使とジャンプ（2013年12月23日・24日） - 川添直則
- 生きたい たすけたい（2014年3月11日） - 佐藤誠
- ちゃんぽん食べたか（2015年5月 - 7月） - 佐野雅人
- 風雲児たち〜蘭学革命（れぼりゅうし）篇〜（2018年1月1日） - 須原屋市兵衛 [17]
- 長崎発地域ドラマ かんざらしに恋して (2019年2月6日、BSP） - 八田健一[18]
- 週休4日でお願いします（2019年3月29日） - 高橋忠夫 [19]
- タリオ 復讐代行の2人（2020年10月9日 - 11月20日） - 白沢正弘 [20]
- ドラマ 星影のワルツ（2021年3月7日） - 主演・大谷孝志 [21]
- 藤子・F・不二雄 SF短編ドラマ『メフィスト惨歌』（2023年4月9日、BSP・BS4K） - メフィスト [22]
- デフ・ヴォイス 法廷の手話通訳士（2023年12月16日・23日） -  何森稔[23]
- エンジェルフライト 国際霊柩送還士（2024年6月9日 - 7月14日、BS・BSP4K） - 柏木史郎

#### 日本テレビ系
- 太陽にほえろ!（東宝）
  - 第569話「ホームラン」（1983年） - 梶間ツトム
  - 第718話（最終回）「そして又、ボスと共に」（1986年） - 津坂久
- 火曜サスペンス劇場
  - 愛しき妻よさらば（1983年）
  - 消えた郵便配達人（1985年）
- 誇りの報酬（東宝）
  - 第3話「賭けをするなら命がけ」（1985年） - 佐竹
  - 第48話「誘拐犯! 芹沢刑事」（1986年） - 三条タツヤ
- ジャングル 第4話「バラバラ事件・その4」（1987年、東宝） - 泥酔しビルに登った男
- あぶない刑事
  - あぶない刑事 第29話「追撃」（1987年、セントラル・アーツ） - 高沢明
  - もっとあぶない刑事 第12話「突破」（1988年、セントラル・アーツ） - 香川アツシ
- NEWジャングル 第10話「ショットガン」（1988年、東宝）
- ハロー!グッバイ 第19話（1989年、東宝）
- 勝手にしやがれヘイ!ブラザー 第5話（1989年、セントラル・アーツ） - 小出健一
- 刑事貴族（東宝）
  - 第2話「その時、銃弾がワナを射抜いた」（1990年4月27日）
  - 第17話「熱い街から来た刑事」（1990年10月12日）
  - 第36話「殺人ビデオへの招待」（1991年3月15日）
- 火の用心（1990年）
- 夜逃げ屋本舗 第4話「DJ夜逃げ生中継」（1999年） - 立花
- 七曲署捜査一係'99（1999年） - 大竹亘
- うつへの復讐 〜絶望からの復活〜（2007年6月26日） - リハビリの先生
- 霧の火 樺太・真岡郵便局に散った九人の乙女たち（2008年8月25日） - 山田史郎
- 幸福の黄色いハンカチ（2011年10月10日） - 山倉
- Dr.倫太郎（2015年4月 - 6月） - 荒木重人
- 佐武と市捕物控（2015年12月19日、BS日テレ） - 市
- 愛してたって、秘密はある。（2017年7月 - 9月） - 立花弘晃
- ドロ刑 -警視庁捜査三課-（2018年10月 - 12月） - 煙鴉（北岡剛） [24]
- ノンレムの窓 2023・冬（2023年12月25日） - サンタクロース[25]
- ノンレムの窓 2024・春 第1話「有終の美」（2024年3月31日） - 主演・塩原[26] ※本郷奏多とのW主演

#### テレビ朝日系
- スーパー戦隊シリーズ
  - バトルフィーバーJ 第32話「ふるさと殺人村」（1979年、東映） - 村野義雄
  - 忍者戦隊カクレンジャー（1994年、東映） - 貴公子ジュニア[27]
- 必殺仕事人V 第26話「主水、下町の玉三郎と出会う」（1985年、朝日放送・松竹） - 徳川宗孝
- 特捜最前線（東映）
  - 第403話「死体番号6001のミステリー!」（1985年） - 太田
  - 第414話「喫茶店ジャック25時の謎!」（1985年） - 北原敬一
  - 第476話「慕情・神代課長を狙撃させた女!」（1986年） - 戸口イサム
- 遠山の金さん 第155話「愛よ甦れ! 傷だらけの娼婦」（1985年、東映）※高橋英樹版  - 兆治
- 六本木ダンディーおみやさん 第8話「秘密を抱いた女刑事が追う拳銃強盗事件」（1987年、朝日放送） - 石本
- ゴリラ・警視庁捜査第8班（1989年4月 - 1990年4月）
  - 第18話「ゴリラの熱い一日」
  - 第34話「小さな目撃者」
- さすらい刑事旅情編（東映）
  - 第1シリーズ 第16話「妹・東京駅恋物語」（1989年）
  - 第4シリーズ 第8話「函館ロマン旅行・女子大生の愛と死」（1991年）
  - 第6シリーズ 第6話「寝台特急エルム・結婚詐欺の女」（1993年）
- 名奉行 遠山の金さん（東映）
  - 第2シリーズ 第15話「美女誘拐!悪事が匂う蔵の中」（1989年） - 新八
  - 第4シリーズ 第17話「大金を猫ばばした母と娘」（1992年） - 櫓下の権八
  - 第5シリーズ 第28話「過去を背負った二人の女」（1993年） - 長次
  - 第6シリーズ 第18話「幽霊に惚れた同心」（1994年） - 弥七
  - 第7シリーズ 第21話「消された刺青 仮面の裏の悪魔」（1996年） - 清太郎
- 代表取締役刑事（1991年、石原プロ）
  - 第11話「青い鳥」
  - 第32話「ヘッドライト」
  - 第42話「静かなる男」
- 土曜ワイド劇場
  - 松本清張作家活動40年記念・霧の旗（1991年、東映） - 山上
  - タクシードライバーの推理日誌1「殺人化粧の女」（1992年） - 星野直司
  - 刑事・神崎省吾事件簿 椿の入れ墨をした女（1992年） - 道上竜夫
  - 西村京太郎トラベルミステリー24「山手線五・八キロの証言」（1993年） - 大川悠
  - 下町女占い師 清香姐さんの人情事件簿（1995年5月）
  - タクシードライバーの推理日誌7「真夜中の殺人招待状」（1997年） - 木村哲夫
  - 事件第6作（1998年） - 岩本秀樹
  - 同居人カップルの殺人推理旅行6 「ダイエットハーブの罠!!」（1999年） - 高城泰由
  - 牟田刑事官事件ファイル28 「横浜〜南紀勝浦連続殺人!」（2000年） - 木本刑事
  - タクシードライバーの推理日誌13「死にたがる乗客」（2000年） - 金子哲也
  - おとり捜査官・北見志穂V 「運転する死体」（2002年） - 紺野慎一郎
  - 救急救命士・牧田さおりシリーズ - 高沢夏樹
    - 第2作（2003年5月31日）
    - 第4作（2005年11月12日）

  - 横浜海上警察（2007年9月1日） - 妹尾真一郎
- メタルヒーローシリーズ
  - 特捜エクシードラフト 第9話「危険な家族ごっこ」（1992年、東映） - 長井清二
  - 特捜ロボ ジャンパーソン 第8話「見た英雄の顔!!」（1993年、東映） - ドクター西園寺
- 新・三匹が斬る! 第5話「牢破り、女一匹駄賃づけ」（1992年、東映） - 中島源之丞
- 愛しの刑事 第17話「殉職！ 先輩デカへの恩返し!!」（1993年） - 小西
- 暴れん坊将軍（東映）
  - 暴れん坊将軍V 第22話「無法街の花姉妹」（1993年） - 浮太郎
  - 暴れん坊将軍VIII 第5話「汚された花嫁たち」（1997年） - 菊之助
  - 暴れん坊将軍IX 第8話「処刑直前! 赤ん坊を産む女囚」（1999年） - 伊佐吉
  - 暴れん坊将軍X 第11話「女商人の悲しき再会! 兄は盗賊、弟は同心」（2000年） - 竜蔵
  - 暴れん坊将軍 800回新春スペシャル 「江戸城乗っ取り!!人質は百万人!?危うし! 八百八町が火の海に」（2001年） - 黒田典膳
- ニュー・三匹が斬る! 第12話「 四国八十八ヶ所、命を賭けた夫婦遍路」（1994年、東映）
- 将軍の隠密！影十八「つぐない・過去を消した女」（1996年、東映） - 佐平次
- 風の刑事・東京発! 第20話（最終回）「消えた共犯者!?故郷を探す女」（1996年、東映） - 白浜署・吉井太郎警部補
- 痛快!三匹のご隠居 第7話「無理難題お茶壷道中 麿が関白でおじゃる」（1999年、東映） - 水野図書
- 八丁堀の七人（東映）
  - 第1シリーズ 第4話「疑惑の目撃者!?女心…裏切られた初恋」（2000年） - 蓑吉
  - 第4シリーズ 第4話「盗まれた赤ん坊!!悪魔の歌う子守唄」（2004年） - お役者捨吉
- HTBスペシャルドラマ（北海道テレビ）
  - ひかりのまち（2000年8月26日） - 岩田久司
  - 六月のさくら（2004年8月28日） - 内藤正一
- 十手人 第9話（2001年6月21日）
- SABU 〜さぶ〜（2002年、名古屋テレビ） - 義一
- 名奉行! 大岡越前 第4話「雲切仁左衛門之記」（2005年） - 定吉
- 銭形平次2 第3話「殺人目撃!記憶を失くしたお静」（2005年） - 草薙玄九郎
- 警視庁捜査一課9係 season2 第2話（2007年5月2日） - 犬飼洋蔵
- ゴンゾウ 伝説の刑事 第4話・最終話（2008年7月23日・9月10日） - 柿沼仁[28]
- 警視庁失踪人捜査課（2010年4月16日 - 6月11日、朝日放送・テレビ朝日） - 三浦真人室長 、ナレーション
- 女帝 薫子（2010年4月25日 - 6月13日） - 須藤透
- 松本清張生誕100年特別企画 疑惑（2009年1月24日） - ナレーション
- 俺の空〜刑事編〜（2011年10月 - 12月） - 小宮誠一
- Answer〜警視庁検証捜査官（2012年4月 - 6月） - 東出祐介
- ドクターX〜外科医・大門未知子〜 - 海老名敬
  - 第2シリーズ（2013年10月17日 - 12月19日）
  - 第3シリーズ（2014年10月 9日 - 12月18日）
  - スペシャル（2016年7月3日）
  - 第4シリーズ 第5話・第6話（2016年11月10日・17日）
  - 第5シリーズ（2017年10月12日 - 12月14日）
  - 第6シリーズ（2019年10月17日 - 12月19日）
  - 第7シリーズ（2021年10月14日 - 12月16日）
- BORDER - 市倉卓司
  - BORDER 警視庁捜査一課殺人犯捜査第4係（2014年4月10日 - 6月5日）
  - BORDER 贖罪（2017年10月29日）
- 民王 - 武藤泰山
  - 民王（2015年7月24日 - 9月18日） ※菅田将暉とのW主演
  - 民王スペシャル〜新たなる陰謀〜（2016年4月15日） ※菅田将暉とのW主演
  - 民王スピンオフ〜恋する総裁選〜（2016年4月22日）
  - 民王R（2024年10月22日 - 12月10日）[29]
- 必殺仕事人2015（2015年11月29日、朝日放送・テレビ朝日） - 瓦屋の陣八郎[30]
  - 必殺仕事人2016（2016年9月25日、スペシャルドラマ）[31]
  - 必殺仕事人（2018年1月7日、スペシャルドラマ）[32]
  - 必殺仕事人2019（2019年3月10日、スペシャルドラマ）
  - 必殺仕事人（2022年1月9日、スペシャルドラマ）[33]
  - 必殺仕事人（2023年1月8日、スペシャルドラマ）[34]
- 白日の鴉（2018年1月11日） - 友永孝
- 未解決の女 警視庁文書捜査官 - 草加慎司
  - 未解決の女 警視庁文書捜査官（2018年4月19日 - 6月7日）
  - 未解決の女 警視庁文書捜査官〜緋色のシグナル〜（2019年4月28日）
  - 未解決の女 警視庁文書捜査官2（2020年8月6日 - 9月17日）[35]
- 私のおじさん〜WATAOJI〜（2019年1月11日 - 3月8日） - 毒舌の妖精”おじさん”
- 私刑人〜正義の証明〜 （2020年2月9日） - 松永祐一郎 ※テレビ朝日単独初主演
- ザ・トラベルナース - ナレーション
  - 第1シリーズ（2022年10月20日 - 12月8日）[36]
  - 第2シリーズ（2024年10月17日 - ）[37]
- ドクターY〜外科医・加地秀樹〜 第7弾（2024年11月30日） - 海老名敬[38]
- 大追跡〜警視庁SSBC強行犯係〜（2025年7月9日 - ） - 八重樫雅夫 / 八重樫雅彦[注 3][39][40]（二役）

#### TBS系
- 青が散る（1983年） - 貝谷朝海
- 家族ゲームII（1984年）
- 華やかな誤算（1985年 - 1986年）
- 俺たちルーキーコップ 第14話「大反撃」（1992年、セントラル・アーツ） - 小池
- 西新宿俳句おばさん事件簿1「私でない私の犯罪」（1993年4月19日） - 河野肇
- 部屋においでよ（1995年）
- 大岡越前 第14部 第16話「兄が願った妹の幸せ」（1996年、C.A.L） - 伊佐三
- 天城越え（1998年）
- 池袋ウエストゲートパーク（2000年） - 羽沢組若頭 氷高
- 弁護士迫まり子の遺言作成ファイル3（2000年12月11日） - 山崎隆
- ひとりじゃないの（2001年10月3日 - 11月23日、毎日放送） - 金子譲
- アイノウタ 第11話（2002年、BS-i） - 塩原康夫
- 太陽の季節（2002年） - 折原要
- 逃亡者 RUNAWAY（2004年） - 津留
- 浅草ふくまる旅館 第1シリーズ 最終話（2007年） - 沖山忠彦
- 特急田中3号（2007年） - 田中勝治
- SCANDAL（2008年10 - 12月） - 鮫島賢治
- 東京少女日向千歩 第1・2話（2009年1月、BS-i）
- 本日も晴れ。異状なし（2009年1月18日 - 3月15日） - 片岡慎一郎
- JIN-仁-（2009年10月 - 12月） - 番組提供ナレーション
- 財務捜査官 雨宮瑠璃子5（2009年11月9日） - 徳永周吾
- 松本清張生誕100周年記念ドラマ「火と汐」（2009年12月21日） - 曽根晋吉
- 特上カバチ!!（2010年1月 - 3月） - 重森寛治
- 三代目明智小五郎〜今日も明智が殺される〜 第2話（2010年4月20日、毎日放送） - 寺内（町内会長）
- 華和家の四姉妹（2011年7月 - 9月） - 華和大悟
- 専業主婦探偵〜私はシャドウ（2011年10月 - 12月） - 新山晃
- 奇跡のホスピス（2012年3月28日、毎日放送） - 土屋尚雄
- ブラックボード〜時代と戦った教師たち〜（2012年4月5日 - 7日） - ナレーション
- ATARU CASE05（2012年5月13日） - 門倉松雄
- MONSTERS（2012年10月 - 12月） - 金田一
- とんび 第8話（2013年3月3日） - 島野（青年期）
- 潜入探偵トカゲ（2013年4月 - 6月） - 岸森幹雄
- 永沢君（2013年5月・7月・9月） - 屋形じんぺい
- 安堂ロイド〜A.I. knows LOVE?〜（2013年10月 - 12月15日） - 葦母衣朔
- 家族狩り（2014年7月 - 9月） - 馬見原光毅
- おやじの背中 第5話（2014年8月10日） - 丸井正
- ヤメゴク〜ヤクザやめて頂きます〜（2015年4月16日 - 6月） - 橘勲
- 結婚式の前日に（2015年10月 - 12月） - 芦沢健介[41]
- みなと署落とし物係 秘密捜査官 危険な二人（2017年3月6日） - 主演・星野翔 （浅野ゆう子とダブル主演）
- 夕暮れに、手をつなぐ（2023年1月17日 - 3月21日） - 久遠徹 [42]

#### テレビ東京系
- 月曜・女のサスペンス「すれ違った女」（1988年6月13日） - 沢井
- 松本清張ドラマスペシャル・眼の気流（1994年9月15日、C.A.L）
- 猫と庄造と二人の女（1996年3月20日）
- 刑事追う! 第1話「二人の女」（1996年4月8日） - 塚口明
- 人間の証明2001（2001年1月7日）
- 新春ワイド時代劇
  - 壬生義士伝〜新選組でいちばん強かった男〜（2002年1月2日） - 永倉新八
  - 柳生武芸帳（2010年1月2日） - ナレーション
- 女と愛とミステリー（テレビ東京・BSジャパン）
  - 「文書鑑定人 白鳥あやめの事件ファイル」（2002年6月9日 / 6月12日） - 中嶋敏宏
  - 「警視庁・樋口警部補 朱夏」（2003年8月20日） - 木之本文雄
  - 「十年・妻が夫を裏切った日」（2004年1月25日） - 探偵・竹井守
- テレビ愛知開局20周年記念番組 あかね空（2003年9月15日）
- ライオン丸G（2006年10月 - 12月） - ジュニア
- 逃亡者 おりん 第16話「闇を裂く柳生の剣」（2007年2月16日） - 坂本平八 
  - 逃亡者 おりんスペシャル 烈火の巻（2008年9月26日） - 風魔幻一郎
- よろずや平四郎活人剣 第5話「一匹狼」（2007年5月25日） - 吉次
- 去年ルノアールで 第2話（2007年7月22日） - ヤクザ
- 週刊真木よう子「恋泥棒ヨーコ」（2008年） - 憲兵
- 刺客請負人第2シリーズ 第5話「狙われた軍用金」（2008年8月22日） - 鳴海屋
- 湯けむりスナイパー シリーズ - 主演・源さん
  - 湯けむりスナイパー（2009年4 - 6月）
  - 湯けむりスナイパーお正月スペシャル（2010年1月）
  - 湯けむりスナイパーお正月スペシャル 2012（2012年1月）
- 水曜ミステリー9
  - 内田康夫サスペンス - 主演・河内凪雄（東大和署刑事課巡査部長）
    - 「多摩湖畔殺人事件」（2012年7月18日）
    - 「鬼刑事と車椅子の少女〜ドクターブライダル」（2013年5月22日）

  - ソタイ 組織犯罪対策課（2014年11月12日） - 主演・二本松進
    - ソタイ 組織犯罪対策課2（2016年4月13日）
- 不便な便利屋（2015年） - 梅本聡一
  - 不便な便利屋 2016 初雪（2016年12月30日）
- バイプレイヤーズ シリーズ - 主演・遠藤憲一（本人）
  - バイプレイヤーズ 〜もしも6人の名脇役がシェアハウスで暮らしたら〜（2017年1月14日 - 4月1日） - （6人での複数主演）[43]、遠藤憲一似のスナックのママ（第9話）
  - バイプレイヤーズ 〜もしも名脇役がテレ東朝ドラで無人島生活したら〜（2018年2月7日 - 3月7日） - （5人での複数主演）[44]
  - バイプレイヤーズ 〜名脇役の森の100日間〜（2021年1月9日 - 3月） - （4人での複数主演）
- 魔法×戦士 マジマジョピュアーズ!（2018年4月1日 - 2019年3月24日） - 邪魔男爵 [45]
- 嫌われ監察官 音無一六〜警察内部調査の鬼〜5（2018年7月6日） - 万丈二六
  - 嫌われ監察官 音無一六（2022年5月6日 - 6月17日）[46]
- さすらい温泉♨遠藤憲一（2019年1月17日 - 4月4日） - 主演・遠藤憲一（本人）[47]
- ユーチューバーに娘はやらん!（2022年1月17日 - 3月28日） - 平総一郎[48]
- 警視庁追跡捜査係-交錯-（2023年8月7日） - 主演・沖田大輝（高橋克典とダブル主演）[49]

#### フジテレビ系
- 時代劇スペシャル「お庭番 忍びの構図」（1983年10月20日、映像京都・俳優座映画放送） - 不破桂馬
- 影の軍団IV 第1話「春一番!燃えて半蔵いま発進」（1985年4月2日、関西テレビ・東映）
- 華の嵐（1988年、東海テレビ） - 杉山
- あいつがトラブル 第6話「いまどきの刑事は死なない!」（1990年、キティ・フィルム）
- 不思議サスペンス / 汽笛(1992年8月31日、関西テレビ・東宝）
- 愛の祭（1992年、東海テレビ） - 中山太郎
- 花の咲く家 第3部・旅立ち（1993年11月 - 12月、東海テレビ・泉放送制作）
- 鬼平犯科帳（松竹）
  - 第6シリーズ 第7話「のっそり医者」（1995年） - 土田万蔵
  - 第8シリーズ 第1話「鬼火」（スペシャル）（1998年） - 大野弁蔵
  - 鬼平犯科帳スペシャル 一本眉（2007年） - 倉淵の佐喜蔵
- 御家人斬九郎 第3シリーズ 第2話「虎退治」（1997年、映像京都） - 名無しの権兵衛
- 平手造酒 利根の決闘（1997年）
- 剣客商売
  - 第1シリーズ 第1話「父と子と」（1998年） - 浅田虎次郎
  - 第2シリーズ 第11話「妖怪小雨坊」（2000年） - 小雨坊
- 髪結い伊三次 第5話「おっ母」（1999年） - 巳之吉
- 氷の世界（1999年） - 倉本森一
- 隠密奉行朝比奈 第2シリーズ 第4話「復讐の紋様  唐津絵皿は語る」（1999年） - 卯之助
- モナリザの微笑 最終話 - レオン内藤
- ムコ殿 第1話 - 第4話、第6話、第10話（2001年4月12日 - 5月3日、5月17日、6月14日） - 千原剛
- 盤嶽の一生 第6話「流れ者」（2002年、映像京都） - 勘助
- 夜桜お染（2003年、映像京都） - 伊三郎
- 不機嫌なジーン 第5話 - 第9話（2005年2月14日 - 3月14日） - 手塚純一郎
- 空中ブランコ（2005年） - 猪野誠司
- 出るトコ出ましょ!（2007年9月22日） - 遠藤健太郎
- 世にも奇妙な物語
  - '08秋の特別編「行列のできる刑事」（2008年9月23日） - 角倉刑事
  - 20周年スペシャル・秋 〜人気作家競演編〜「はじめの一歩」（原作：万城目学、2010年10月4日） - 交通安全の神
  - '17春の特別編「妻の記憶」（2017年4月29日） - 主演・成田陽一郎
- 白い春（2009年4月 - 6月、関西テレビ） - 村上康史
- チーム・バチスタの栄光SP〜新たな迷宮への招待〜（2009年9月15日、関西テレビ） - 西園寺正也  
  - チーム・バチスタ第2弾 ナイチンゲールの沈黙（2009年10月9日）
- 不毛地帯（2009年10月16日 - 2010年3月） - 鮫島辰三
- 刑事・鳴沢了〜史上最悪の24時間〜（2010年5月29日） - 石井敦夫
- 医龍-Team Medical Dragon-3（2010年10月14日 - 12月） - 黒木慶次郎
- 山村美紗サスペンス・京都・源氏物語殺人絵巻（2010年11月12日） - 宗像警部（京都府警捜査一課） 
  - 「山村美紗サスペンス・黒の滑走路〜禁じられた一族〜」（2012年1月13日） - 宗像警部（警視庁捜査一課）
  - 「山村美紗サスペンス・黒の滑走路2・花婿がみた悪魔」（2012年5月25日）
  - 「山村美紗サスペンス・黒の滑走路3・空港大パニックの中仕組まれた完全犯罪!」（2013年8月9日）
  - 「山村美紗サスペンス・黒の滑走路4・羽田空港殺人事件」（2014年5月2日）
- スペシャルドラマ ストロベリーナイト（2010年11月13日） - 日下守
  - ストロベリーナイト（2012年1月10日 - 3月20日）
- ゆるテレ〈SAナイト〉 女将と常連客 - 隆元と伸子（2013年4月21日 - ） - 隆元
- 星新一ミステリーSP「華やかな三つの願い」（2014年2月15日） - 悪魔
- 私という名の変奏曲（2015年10月2日） - 沢森英二郎
- お義父さんと呼ばせて（2016年1月 - 3月、関西テレビ） - 主演・大道寺保（渡部篤郎とのW主演）[50]
- モンタージュ 三億円事件奇譚（2016年6月25・26日） - 関口二郎 [51]
- HOPE〜期待ゼロの新入社員〜（2016年7月 - 9月） - 織田勇仁 [52]
- Chef〜三ツ星の給食〜（2016年10月 - 12月） - 荒木平介
- ほんとにあった怖い話 夏の特別編2017「お墓はどこでしょうか」（2017年8月19日） - 主演・長峰修[53]
- 家族の旅路 家族を殺された男と殺した男（2018年2月 - 3月、東海テレビ） - 柳瀬光三 [54]
- 黒井戸殺し（2018年4月14日） - 黒井戸禄助
- 健康で文化的な最低限度の生活（2018年7月 - 9月、関西テレビ） - 阿久沢正男 [55]
- ラジエーションハウス〜放射線科の診断レポート〜（2019年4月8日 - 6月17日） - 小野寺俊夫 
  - ラジエーションハウス〜放射線科の診断レポート〜『特別編』（2019年6月24日）
  - ラジエーションハウスⅡ～放射線科の診断リポート～（2021年10月4日 - 12月13日）
- それぞれの断崖（2019年8月3日 - 9月21日、東海テレビ） - 主演・志方恭一郎[56]
- 竜の道 二つの顔の復讐者（2020年7月28日[注 4] - 9月15日、関西テレビ） - 霧島源平 [59]
- イチケイのカラス 第4話（2021年4月26日） - 賽銭泥棒の常習犯 [60]
- 志村けんとドリフの大爆笑物語（2021年12月27日） - いかりや長介[61]
- ミステリと言う勿れ 第1話（2022年1月10日） - 薮鑑造[62]
  - ミステリと言う勿れ 特別編（2023年9月9日）[63]
- 脚本芸人 第2夜・第3夜（2022年6月23日・24日） - 鳥越 [64]
- 魔法のリノベ（2022年7月18日 - 9月19日、関西テレビ・フジテレビ） - 福山蔵之介[65]
- 親愛なる僕へ殺意をこめて（2022年10月5日 - 11月30日） - 浦島亀一 [66][67]
- 忍者に結婚は難しい 第2話（2023年1月12日） - 山田健作 [68]
- ばらかもん（2023年7月12日 - 9月20日） - 半田清明[69]
- ONE DAY〜聖夜のから騒ぎ〜 第10話・最終話（2023年12月11日・18日） - 笛花紫陽[70]
- 君が心をくれたから（2024年1月8日 - 3月18日） - 朝野陽平[71]

#### WOWOW
- ドラマW
  - 交渉人（2003年8月17日）
  - 巷説百物語 狐者異（2005年3月27日） - 田所真兵衛
    - 巷説百物語 飛縁魔（2006年3月26日）

  - 横山秀夫サスペンス「18番ホール」（2010年3月14日） - 津川良治
- 連続ドラマW
  - 空飛ぶタイヤ（2009年3月29日 - 4月26日） - 高幡真治
  - 海に降る（2015年10月 - 11月） - 石堂将司 [72]
- WOWOWスペシャルドラマ 堤幸彦×佐野元春「コヨーテ、海へ」（2011年1月3日） - 山本亮介
- 遠藤憲一と宮藤官九郎の勉強させていただきます（2018年11月12日 - 12月24日） - 主演・遠藤憲一（本人）

### 映画
- 名門!多古西応援団（1987年）
- メロドラマ（1988年） - 野々宮龍
- オルゴール（1989年） - 品川
- その男、凶暴につき（1989年） - 柄本
- ZIPANG（1990年）
- 月はどっちに出ている（1993年） - 朴光洙
- NOBODY（1994年） - ジッポ
- N45°「ワンダー・ラビッシュ」（1994年） - 青木
- 渡世無頼（1995年） - 一之瀬
- 平成無責任一家 東京デラックス（1995年）
- マークスの山（1995年） - 有沢三郎
- きけ、わだつみの声 Last Friends（1995年） - 近藤中尉
- 鬼平犯科帳 劇場版（1995年） - 文吉
- マリーの獲物（ゲーム）（1996年） - 遠藤
- 嗚呼!!花の応援団（1996年） - 角木
- 陽炎3（1997年） - 山本一雄
- 酔夢夜景（1998年） - 佐伯
- 犬、走る DOG RACE（1998年） - 権田
- ドッグス（1999年） - 寺西宏一
- 報復 REVENGE 劇場版（1999年） - 芹沢昇（元・刑事）
- 金融腐蝕列島 呪縛（1999年） - 大野木検事
- 富江 replay（2000年） - 立花
- 歯科医（2000年） - 主演・松永友也（歯科医）
- 突破者太陽傳（2000年） - 関西連合会黒金組若頭 岡哲男
- Codename:TOMOKO<TOMOKO もっとも危険な女>（2000年） - 佐川龍一郎
- 東京爆弾（2000年） - 佐藤高志
- DEAD OR ALIVE 2 逃亡者（2000年） - コーヘー
- FAMILY（2001年） - 剣持一行
- ビジターQ（2001年） - 山崎清
- エコエコアザラク（2001年） - 前田
- DISTANCE（2001年） - 環（きよかの夫）
- 天国から来た男たち（2001年） - 海野俊幸
- リセット〜飛びたい人々（2001年） - もう一人の男
- 援助交際撲滅運動（2001年） - クニ
  - 援助交際撲滅運動 地獄変（2004年） - クニ
  - STOP THE BITCH CAMPAIGN 援助交際撲滅運動（2009年） - クニ
- 万華鏡 -Kaleidoscope-（2001年）
- ショコキ!（2001年） - 神林とおる
- カタクリ家の幸福（2002年） - 工藤
- 荒ぶる魂たち（2002年） - 室井（室井組組長）
- 突入せよ! あさま山荘事件（2002年5月） - 山野第二機動隊小隊長
- 熊本物語「おんな国衆一揆」（2002年） - 和仁人鬼親宗 役
- 実録・安藤昇侠道伝 烈火（2002年） - 島谷栄一（真田組 国定舎弟）
- SABU 〜さぶ〜（2002年10月） - 義一
- 組葬 KUMISO（2002年11月）
- 飼育の部屋（2002年） - 謎の中華屋店員
  - 飼育の部屋 終のすみか（2003年）
  - 飼育の部屋 連鎖する種（2004年） - 結城聡
- #映画刑務所の中（2002年12月） - ミリタリー中田
- SEMI 鳴かない蝉（2003年） - 主演・石崎 ※VHS題：男たちの闘い SEMI
- OKITE やくざの詩（うた） - 玉井一雄
- 女はバス停で服を着替えた - 有坂充
- 帰ってきた刑事まつり「絶好調刑事」「背徳美汁刑事」（2003年）
  - 最も危険な刑事まつり「実録キティ刑事」（2003年）
- 許されざる者（2003年） - 新見
- 集団殺人クラブ（2003年） - タケゾウ
  - 集団殺人クラブ Returns（2003年） - タケゾウ
  - 集団殺人クラブ GROWING（2004年） - タケゾウ
  - 集団殺人クラブ 最後の殺戮（2004年） - タケゾウ
- あずみ（2003年） - 佐敷一心
  - あずみ2 Death or Love（2005年） - 金角
- COSMIC RESCUE（2003年） - 冴島達郎
- 行動隊長伝 血盟（2003年）
- 花（2003年）
- 着信アリ（2004年） - TVのナレーション
- 花と蛇（2004年） - 森田幹造
  - 花と蛇2 パリ/静子（2005年） - 池上亮輔
- 漫☆画太郎SHOW ババアゾーン（他）（2004年）「3年B組珍八先生」 - 主演・3年B組 珍八先生
- HEAT -灼熱-（2004年） - 栗木
- ジェニファ 涙石の恋（2004年） - 時松省三
- 誰も知らない（2004年） - 京橋
- IZO（2004年） - 刑吏一
- 特捜戦隊デカレンジャー THE MOVIE フルブラスト・アクション（2004年） - ヴォルガー
- TOKYO NOIR トウキョーノワール「NIGHT LOVERS」（2004年）
- 「超」怖い話 THE MOVIE/闇の映画祭「すげぇ!アニキ」（2005年、ネットシネマ.TV） - 主演・秀次 ※監督も兼任
- DV ドメスティック・バイオレンス（2005年） - 鬼頭昭吾
- オッパイ星人（2005年） - 勇者
- 魁!!クロマティ高校 THE☆MOVIE（2005年）
- 妖怪大戦争（2005年） - 大天狗
- イヌゴエ（2006年） - ペス （声の主演）
- ブレス・レス（2006年） - 服部
- 明日の記憶（2006年） - 長谷川局長
- 花よりもなほ（2006年） - 鈴田重八郎
- クール・ディメンションアーカイブ 2010年1月12日 - ウェイバックマシン（2006年）黒川
- 日本沈没（2006年） - 防衛連絡調整官 中田真一郎
- 46億年の恋（2006） - 警部
- 赤龍の女（2006年） - 荒巻源一郎
- 太陽の傷（2006年） - ドラッグストア店員
- アザーライフ（2006年） - 大杉航一郎
- 日掛け金融地獄伝 こまねずみ常次朗（2006年） - 新撰リース 社長 近藤威蔵
  - 日掛け金融地獄伝 こまねずみ常次朗 〜悪徳金融死すべし〜（2006年） - 新撰リース 社長 近藤威蔵
- さくらん（2007年） - 坂口
- 龍が如く 劇場版（2007年） - 今西
- 大帝の剣（2007年） - 権三
- 想い出の渚（2007年） - 丸山ひろし
- 公安警察捜査官（2007年） - ヤクザ・岡本
- 俺は、君のためにこそ死ににいく（2007年） - 第6航空軍参謀
- 巨乳をビジネスにした男（2007年） - 野村義宏（モデル：野田義治）
- H・P・ラヴクラフトの ダニッチ・ホラー（2007年） ※声の出演
- GROW 愚郎（2007年） - マー君
- ふみ子の海（2007年） - 上田
- 自虐の詩（2007年） - あさひ屋マスター
- クローズZERO（2007年） - 矢崎丈治
- 青空のルーレット（2007年） - 高井誠一
- 太陽が弾ける日（2007年） - アイク
- 観察 永遠に君を見つめて（2007年） - 富田義男
- ROBO☆ROCK（2007年） - イブセ
- SS エスエス（2008年） - 栗原
- 僕の彼女はサイボーグ（2008年） - オークション司会者
- 神様のパズル（2008年） - 電力流通本部長
- クライマーズ・ハイ（2008年） - 等々力庸平 社会部長
- 20世紀少年（2008年） - 血まみれの男
- CASINO（2008年）
- 泣きたいときのクスリ（2009年） - 洋介
- ドロップ（2009年） - 達也の父親
- ニセ札（2009年） - 裁判官
- クローズZERO II（2009年） - 矢崎丈治
- ハゲタカ（2009年） - 古谷隆史
- RAILWAYS 49歳で電車の運転士になった男の物語（2010年） - 川平吉樹
- シュアリー・サムデイ（2010年） - 飯島
- きな子〜見習い警察犬の物語〜（2010年） - 望月遼一
- エクレール・お菓子放浪記（2011年） - 遠山刑事
- 恋する弁当男子（2011年） - 西園寺
- 外事警察 その男に騙されるな（2012年） - 倉田俊貴
- ツナグ（2012年） - 畠田靖彦
- 女たちの都〜ワッゲンオッゲン〜（2012年）
- ストロベリーナイト（2013年） - 日下守
- 劇場版 SPEC〜結〜（2013年） - 秀樹.T
- 土竜の唄 潜入捜査官REIJI（2014年） - 赤桐一美
  - 土竜の唄 香港狂騒曲（2016年） - 赤桐一美
- 劇場版 仮面ティーチャー（2014年） - 華空学院高校教員 羅門公平
- gift（2014年） - 篠崎善三
- ザ・レイド GOKUDO The Raid 2: Berandal （2014年） - ゴトウ
- 木屋町DARUMA（2015年） - 主演・勝浦茂雄
- ギャラクシー街道（2015年） - メンデス [73]
- うさぎ追いし〜山極勝三郎物語〜（2016年） - 主演・山極勝三郎 [74]
- ミックス。（2017年） - 落合元信
- アウト&アウト（2018年） - 主演・矢能政男
- 午前0時、キスしに来てよ（2019年） - 高橋茂雄
- 地獄の花園（2021年） - 赤城涼子
- バイプレイヤーズ 〜もしも100人の名脇役が映画を作ったら〜（2021年） - 遠藤憲一（本人）（4人での複数主演）
- 妖怪大戦争 ガーディアンズ（2021年） - 夜道怪
- 劇場版ラジエーションハウス（2022年4月） - 小野寺俊夫 [75]
- 首（2023年11月） - 荒木村重[76][77]
- 赤羽骨子のボディガード（2024年） - 尽宮正人[78]
- スオミの話をしよう（2024年） - 魚山大吉[79]
- 劇場版ドクターX FINAL（2024年） - 海老名敬[80]
- 劇映画 孤独のグルメ（2025年） - 善福寺六郎[81]
- 君がトクベツ（2025年） - 遠藤憲一（本人役）[82]
- ベートーヴェン捏造（2025年公開予定） - フランツ・ゲルハルト・ヴェーゲラー[83]
- 見はらし世代（2025年公開予定） - 初[84]

### 配信ドラマ
- エンジェルフライト 国際霊柩送還士（2023年3月17日、Amazon Prime Video） - 柏木史郎[85]
- THE DAYS（2023年6月1日、Netflix） - 桐原の父親[86]
- 忍者戦隊カクレンジャー 第三部・中年奮闘編（2024年8月4日、東映特撮ファンクラブ） - 貴公子ジュニア 役[87]
- いつだって究極の選択（2025年1月6日、YouTube 他） - 主演・遠藤憲一（本人） 役[88]
  - いつだって究極の選択 シーズン2（2025年6月2日、TikTok）[89]

### Vシネマ
- クライムハンター3 皆殺しの銃弾（1990年、東映ビデオ） - 黒蝪
- 名のない男 破壊!（1991年、東映ビデオ）
- どチンピラ3（1993年）
- 青い豹 最も危険なヒットマン（1994年）
- ブラック・マネー（1995年、ケイエスエス） - 元 関東連合蜷川会組員 竜崎拓郎
- ワル 正伝（1996年、東映ビデオ）
- 仁義シリーズ（日本映像）
  - 仁義8 内部抗争激化（1996年）
  - 仁義18 反逆の代償（1998年）
  - 仁義28 骨肉の掟（2001年）
  - 仁義37 報復の掟 (2003年)
- 改造屋（いじりや）総長エイジ (1996年)
- XX（ダブルエックス）美しき機能（キリングマシーン）（1996年、東映ビデオ） - フクロウ
  - XX（ダブルエックス） しなやかな美獣（1997年、東映ビデオ） - 毒島
- 湘南爆走族（徳間ジャパンコミュニケーションズ）
  - 湘南爆走族 帰ってきた伝説の5人（1997年2月21日）
  - 湘南爆走族2 熱闘!アルバイト大作戦（1998年2月6日）
- 極道競馬 がぶノミ荒矢（1997年、ウエストブリッジ） - 葵金融社長 オオタ（葵組組長）
- 極道の血 いわしたれ!(1997年、東映ビデオ）
- 獣の領分2 (1997年、ケイエスエス）
- 組織暴力 シリーズ（1999年、東映ビデオ） - 早瀬剛
  - 組織暴力 流血の抗争（1999年1月）
  - 組織暴力 流血の抗争2（1999年3月）
  - 組織暴力 流血の仁義（1999年8月）
  - 組織暴力 流血の仁義2（1999年11月）
- 本気!11 陽炎編（1999年、日本映像）
  - 本気!19 郷愁編（2001年）
- 熱血!二代目商店街（1999年、日活） - 斉木秀人（精肉店）
  - 熱血!二代目商店街 爆裂編（2000年）
- 侠道(おとこみち)（2000年5月、東映ビデオ）
  - 侠道2（2000年8月）
- 捜査四課対広域暴力団（2000年、東映ビデオ）
- ジョビジョバ・イン・トラッパー 黄金的六人（2000年、日活）
- ブリード 血を吸う子供（2000年、レジェンド・ピクチャーズ）
- 難波金融伝 ミナミの帝王 「非情のライセンス」（2000年、ケイエスエス）
- どチンピラ コマシの仁 全2作（2001年、アンカー・フィルムズ） - 号突組若頭 箕面
- 肉体警備員 裂かれた制服（2001年、TMC） - 岡崎（元警官）
- 殺しの軍団 関西制圧への道 全2巻（2001年、ミュージアム）
- 極道烈伝 桜<HANA>と龍<RYU>（2001年、東映ビデオ）
- ブルースの錠 歌舞伎町の帝王（2001年、松竹）
- 全国制覇テキ屋魂（2001年、東映ビデオ）
  - 全国制覇テキ屋魂 第二幕 鰯神社と恋吹雪（2002年）
- 大阪裏稼業列伝 ナニワの虎（2001年）
  - 大阪裏家業列伝 ナニワの虎2 計画倒産（2001年）
- 首領の女（2001年、GPミュージアム）全3作 - 坂口組梶川組若頭補佐 田村浩市
- 残侠伝説 覇王道（2002年、タキ・コーポレーション） - 浦賀組若頭 高岡組組長 高岡
- 実録・柳川組 大阪戦争百人斬り（2002年、タキコーポレーション） - 石坂組組長 石坂太一（友情出演）
- 実録・青森抗争（2002年、GPミュージアム）- 極山佐竹会会長 佐竹儀一
- 実録・みちのく抗争 死守りの盃（2003年、GPミュージアム） - 五代目山王会直参 羽田組舎弟 黒潮譲司
- 実録・名古屋やくざ戦争 統一への道1（2003年、GPミュージアム） - 城田組仁笠興業若頭 門井幸政
- 実録・沖縄やくざ戦争 いくさ世(ゆ)30年 全3作（2002 - 2003年、プレイビル・ドーダサービス）
- 実録・瀬戸内やくざ戦争 伊予路水滸伝（2003年） - 関西連友会 三宅組舎弟 鎌田
- 実録・義戦5 瀬戸内ヤクザ戦争 上下巻（2003年、GPミュージアム）
- 実録・義戦 高松ヤクザ戦争（2003年、プレイビル・ドーダサービス/DVジャパン）全2作 - 主演・細山正彦
- 実録・北海道やくざ戦争 北海の挽歌（2003年、ファーストインプレッション/GPミュージアム）-主演・旭川関根会初代分家斉藤組幹部 星川組組長 星川竜二
- 真説 人間魚雷 極悪仁義（2003年、オフィスハタノ）
- 東京 激闘極道抗争2（2003年、東映ビデオ）
- 極道恐怖大劇場 牛頭 GOZU（2003年、オフィスアスク）
- DEATH(デス) 流血地獄（2004年、東映ビデオ）
- 玄海組血風録 シリーズ（東映ビデオ） - 凄龍会三代目組長 新庄龍矢
  - 玄海組血風録 流血の代紋（2003年）
  - 玄海組血風録 外道の群れ（2004年）
- 昭和博徒伝（2003年、ケイエスエス）
- 首領への道18（2003年、GPミュージアム） - 朝倉組若頭補佐 宇佐見平蔵
- 梁山泊 ファミリー（2003年）
- 鉄(くろがね) 極道・高山登久太郎の軌跡（2004年、GPミュージアムソフト） - 高山登久太郎の父
- マル暴組織犯罪対策部捜査四課2 - 5（2005年 - 2006年、GPミュージアム） - 警視庁刑事部課長 田所学
- けっこう仮面 フォーエバー（2006年、アートポート） - 羅数墓守也
- 実録・新選組（2006年、GPミュージアムソフト） - 松平容保
- 射る眼 シリーズ（2006年、Softgarage） - 謎の男
  - 射る眼 猟奇殺人の記憶
  - 射る眼 蘇る殺意
- ヤクザに学ぶ交渉術 第1話「常に最悪を覚悟しろ!」（2007年、GPミュージアム） - B組若頭補佐 Y
- 新宿暴力街 シリーズ（GPミュージアムソフト） - 大曽根（刑事）
  - 新宿暴力街 華火（2007年）
  - 新宿暴力街 烈華（2008年）
- トンパチ（2008年、AMGエンタテインメント） - ピンク映画監督 野村
- 実録・広島やくざ戦争外伝 義兄弟 〜山口英弘の半生〜 全2作（2008年、GPミュージアムソフト） - 主演・山口英弘
- BLACK MAFIA 絆 全2作（2008年 - 2009年、GPミュージアムソフト） - 主演・龍田組若頭 シンジョウ功一
- 稲穂の無頼（2009年、GPミュージアムソフト）全2作 - 主演・蒼龍組上州吉村一家総長代行 国仲組組長 国仲忠

### 舞台
- さらば、わが愛 覇王別姫（2008年3月9日 - 31日・Bunkamuraシアターコクーン、2008年4月4日 - 13日・梅田芸術劇場 シアター・ドラマシティ） - 段小楼

### テレビアニメ
- RED GARDEN（2006年）予告ナレーション
- ナイトウィザード The ANIMATION（2007年）ナレーション
- ZETMAN（2012年）ナレーション
- 深夜!天才バカボン（2018年）ハジメちゃんCGのモーションアクター　※ メイキングで顔出し出演も

### 劇場アニメ
- 銀色の髪のアギト（2006年、松竹） - シュナック[90]
- 映画 妖怪ウォッチ 空飛ぶクジラとダブル世界の大冒険だニャン!（2016年、東宝） - じんめん犬[91]（実写パート）

### ゲーム
- 鬼武者3（2004年） - ガルガント
- 新 鬼武者 DAWN OF DREAMS（2006年） - ガルガント
- 龍が如く4 伝説を継ぐもの（2010年） - 杉内順次
- バイナリー ドメイン（2012年） - フィリップス少佐
- LET IT DIE（2017年、ガンホー・オンライン・エンターテイメント） - ナレーター[92]

### 吹き替え
- ナルニア国物語/第1章: ライオンと魔女（2005年） - モーグリム
- マーベル・シネマティック・ユニバース - グルート / ベビー・グルート
  - ガーディアンズ・オブ・ギャラクシー（2014年）
  - ガーディアンズ・オブ・ギャラクシー:リミックス（2017年）
  - アベンジャーズ/インフィニティ・ウォー（2018年）[93]
  - アベンジャーズ/エンドゲーム（2019年）[94]
  - ソー:ラブ&サンダー（2022年）[95]
  - アイ・アム・グルート（2022年）[96]
  - ガーディアンズ・オブ・ギャラクシー ホリデー・スペシャル（2022年）[97]
  - ガーディアンズ・オブ・ギャラクシー:VOLUME 3（2023年）[98]
- シュガー・ラッシュ:オンライン（2018年） - ベビー・グルート[99]

### PV
- 星霜のさくら（ジャパハリネット）
- 遊助「羽」
- 山本サヤカ / 惜春
- 押尾コータロー「あの夏の白い雲」
- DREAMS COME TRUE「AGAIN」（2014年）
- AKB48「ハイテンション」（2016年）[100]
- CHEMISTRY「Angel」（2019年）
- 原由子「スローハンドに抱かれて（Oh Love!!）」（2022年）[101]
- TUBE×GACKT「サヨナラのかわりに」（2024年）※松重豊と共演[102]

### テレビ番組
- ノンフィクションW（2010年4月 - 、WOWOW） - 案内人
- クラシックTV ベートーベン・コンプレックス〜大作曲家の功罪〜（2020年12月27日、NHK Eテレ）[103]
- 突然ですが占ってもいいですか？（2022年4月、フジテレビ）[104]
- 遠藤憲一の今日はお手伝い弁当【下町の行列のできる絶品弁当＆港町勝浦の海鮮弁当】（2024年1月4日、テレビ東京）[105]
- きっちりおじさんのてんやわんやクッキング（BS朝日）[106]
  - 第1弾 おにぎり・味噌汁・肉じゃが（2024年6月30日）[106]
  - 第2弾 憧れのハンバーグに挑戦（2024年12月18日）[106][107]
  - 第3弾 青春の味 もやし料理（2024年12月25日）[106][108]
  - きっちりおじさんのてんやわんやクッキング（2025年4月21日 - 、レギュラー化）[106]

### ラジオ
- 伊集院光とらじおと（TBSラジオ・2018年3月29日） - ゲスト[109]
- 杉野遥亮の今夜もオフトークsupported by SOYBIO豆乳ヨーグルト（TOKYO FM・2024年3月12日,19日）ーゲスト[110][111]

### ナレーション

#### テレビ番組
- 日経スペシャル ガイアの夜明け（2011年1月25日、テレビ東京）
- スポーツ大陸（NHK総合）
- おしゃれ工房SP（NHK教育）
- 地球感動スペシャル「宮崎あおい、心にしみるアフリカ 〜生命輝く大地・ルワンダ〜」（2009年、テレビ静岡）
- NHKBS世界のドキュメンタリー「僕たちの居場所〜コロンビア 平和の戦士たちは今〜」（2009年5月6日）
- 土曜プレミアム（フジテレビ）
  - 戦場のメロディ（2009年9月）
  - IPPONグランプリ（2009年 - ）
- グラン・ジュテ 私が跳んだ日（2009年・2010年4月 - 9月・2011年4月 - 2013年3月、NHK教育）
- アジアンスマイル（2008年 - 2010年、NHK BS1）
- シャキーン!「カミングスーンのコーナー」（NHK教育）
- 幻の甲子園「戦時下の球児たち」 （NHK総合）
- 世界温泉遺産〜神秘の力を訪ねて〜（2010年10月 - 2013年、BS日テレ）
- NHKスペシャル（NHK総合）
  - 天空の一本道（2010年11月21日）
  - 日本人イヌイット 北極圏に生きる（2011年8月28日）
  - 魂の旋律〜音を失った作曲家〜（2013年）
  - 戦艦武蔵の最期〜映像解析 知られざる“真実”（2016年12月4日）[112]
  - ＂染紅＂変貌する香港 〜『自由と民主』が消えるとき〜（2022年9月11日）
  - イチロー 最後の闘い（2019年3月31日[113]）
- イチロー ぼくの歩んだ道〜特別対談「大リーグの10年」with糸井重里〜（2011年1月1日、NHK BS1）
- 告発〜国選弁護人（2011年1月 - 3月、テレビ朝日）
- 非破壊検査PRESENTS「お江戸ミステリー 家康が最も怖れた仕掛人」（2011年1月23日、日本テレビ）
- 課外授業 ようこそ先輩「クミコ」（2011年6月11日、NHK総合）
- ETV特集 鯨の町に生きる（2011年7月24日、NHK Eテレ）
- ヒューマンドキュメンタリー「二人の旅路〜日中 激動を生きた京劇夫婦〜」（2011年8月24日、NHK総合）
- 宿坊「一色紗英〜滋賀・延暦寺」〜ココロとカラダ満つる時間〜（2012年4月15日、NHK BSプレミアム）
- 金曜プレステージ（フジテレビ）
  - 自衛隊だけが撮った0311〜そこにある命を救いたい〜（2012年3月9日）
  - 田中好子最後の180日〜スーちゃんが愛する人へ残したメッセージ〜（2012年4月20日）
- テレメンタリー（テレビ朝日）
  - 白神の心〜ブナの森とマタギに魅せられて（2012年11月26日）
  - 3・11を忘れない45 隠蔽か黙殺か封印された汚染マップ（2014年2月10日）
  - 福島第二原発の奇跡〜メルトダウンを食い止めろ（2014年5月12日）
    - 福島第二原発の教訓〜メルトダウンを食い止めろPART2〜（2014年9月29日）
- BSN新潟放送創立60周年特別番組「生命のチカラ 日本の天然杉 〜佐渡・忘れられた森の物語〜」（2013年1月19日、TBS系列、新潟放送製作）
- BS1スペシャル（NHK BS1）
  - 三浦雄一郎 終わりなき冒険 〜80歳 エベレストに挑む〜（2014年3月21日）
  - 爆走風塵 中国・激変するトラック業界(2017年2月18日)
  - 新・爆走風塵　〜中国・トラックドライバー　生き残りを賭けて〜（2024年6月29日）[114]
- キタサンブラック 日本一への道〜サブちゃんと男たちの物語〜（2017年12月30日、NHK総合）
- スーパープレミアム「八つ墓村」予告（2019年10月、BSプレミアム）

#### 映画
- マトリックス (映画)シリーズ（日本国内プロモーション）
- 呪怨（予告編）
- バトル・ロワイアル (映画)（予告編）
- ホワイト・オランダー（予告編）
- ソウシリーズ（予告編）
- トランスポーター2（予告編）
- インファナル・アフェア 無間序曲（予告編）
- 男たちの大和/YAMATO（予告編）
- 犬神家の一族（予告編）
- ブラインドネス（予告編）
- 20世紀少年シリーズ（予告編）
- SSエスエス（予告編）
- イーグル・アイ（予告編）
- ドゥームズデイ（予告編）
- パリより愛をこめて（予告編）
- 桜田門外ノ変（予告編）
- 悪人（予告編）
- パラノーマル・アクティビティ2（予告編）
- 攻殻機動隊 S.A.C. SOLID STATE SOCIETY 3D（予告編）
- 麒麟の翼（予告編）
- メランコリア（予告編）
- おとなのけんか（予告編）
- 攻殻機動隊ARISE border:1 Ghost Pain（予告編）
- 戦慄迷宮（予告編）
- クラウドアトラス（DVD予告編）
- GODZILLA ゴジラ（予告編）
- ジョン・ウィック（特別予告編）[115]
- シン・ゴジラ（TV予告編）
- サクラ花 -桜花最期の特攻-（2015年）
- 皆はこう呼んだ、鋼鉄ジーグ（特報）[116]
- ジョーカー（日本国内プロモーション）
- 相撲道〜サムライを継ぐ者たち〜（語り）

### CM
ナレーションも含む
- 日産自動車「ティーダ」- ナレーション
- 丸大食品「ディナードゥ・エクセラ」（1994年）- ナレーション
- 参天製薬「サンテピュア・アイエッセンス」（2000年）
- 花王
  - アジエンス（2000年代）- ナレーション
  - クリアクリーンNEXDENT（2019年 - 2021年）
- 三貴「カメリアダイヤモンド」（2006年）
- 富士重工業「レガシィ」「インプレッサ」（2009年）
- キリンビール
  - キリンZERO（2009年）- ナレーション
  - チューハイビターズ（2014年 - 2015年）
- サントリー食品インターナショナル
  - BOSS（2009年）- ナレーション
  - エスプレッソーダ（2012年）
- JAバンク 「住宅ローン」（2009年）
- NTT西日本（2009年）
- ダイハツ工業「ムーヴ」（2010年 - 2016年）
- ロート製薬「アルガード」（2010年）- ナレーション
- パナソニック
  - LUMIX（2010年）- ナレーション
  - DIGA（2016年 - 2019年）[117]
  - スマ@ホームシステム（2017年 - 2019年）
  - おはなしカメラ（2017年 - 2019年）
- 全日本空輸（2010年）- ナレーション
- 積水ハウス（2010年）- ナレーション
- サッポロビール「クリーミーホワイト」（2010年）- ナレーション
- ネスレ日本「ネスカフェ ゴールドブレンド」（2010年）- ナレーション
- 外為ジャパン（2011年）- ナレーション
- エルピーガス協会（2011年 - 2012年）
- 読売新聞社（2012年）
- 東京消防庁 「春の火災予防運動」（2012年）
- ディー・エヌ・エー「FINAL FANTASY BRIGADE」（2012年） - 部長 役
- ライフカード「V-Preca」（2013年）
- ロッテ「クーリッシュ」（2013年）
- スズキ「ワゴンR スティングレー」（2013年）
- 三井不動産レジデンシャル（2014年）
- フォーシーズ「ピザーラ」（2014年 - 2015年） - 架空のライバル店「ピザブラック」の社長 役
- King Japan 「キャンディークラッシュ」（2014年 - 2015年）
- ラクスル（2014年）
- オカモト（2015年 - 2016年）
- 日本民間放送連盟「それ、違法です。〜放送番組の違法配信撲滅キャンペーン〜」（2015年 - 2019年）
- 森永製菓
  - チョコボール（2016年 - 2019年）[118]
  - 大玉チョコボール（2019年 - 2020年）
- 高木証券「投信の窓口」（2016年 - 2019年）
- ハンコヤドットコム（2016年 - ）[119]
- ホクト産業「ホクトプレミアム 霜降りひらたけ」（2016年）
- ハウス食品
  - プロクオリティビーフカレー（2016年 - 2018年） [120]
  - シチューオンライス（2018年 - 2019年）[121]
  - プロクオリティ（2019年 - 2020年） [122]
- アデランス
  - バイタルエクス NEO（2016年 - 2024年）[123]
  - ピンポイントライズ（2023年 - 2024年）[124]
- シック・ジャパン「ハイドロ5」（2016年）
- バンダイナムコ「ドラゴンボールZ ドッカンバトル」（2017年1月 - 2024年） [125]
- 講談社「週刊 鉄腕アトムを作ろう!」（2017年）[126]
- P&G「ファブリーズ」（2017年 - 2018年）
- ダイドードリンコ「ダイドーブレンドコーヒー」（2017年9月 - 2018年） - 黒坂進次郎 役[127]
- 本田技研工業「オデッセイ」（2018年）- ナレーション
- ハウスウェルネスフーズ 「ネルノダ」（2019年3月 - 2021年）[128]
- ACジャパン「2021年度日本動物愛護団体キャンペーン」（2021年 - 2022年）- ナレーション
- リクルート「リクナビNEXT」（2021年）
- スカパーJSAT「スカパー!」（2021年）
- レキットベンキーザー・ジャパン「ミューズ」（2022年 - ）[129]
- 三井ダイレクト損害保険（2022年 - ）[130]
- Adobica「coorum」（2022年 - ）
- 中部テレコミュニケーション「コミュファ」（2023年 - ）

### ポスター
- 厚生労働省『必ずチェック 最低賃金』2017年（平成29年）[131]

## 脚本
- 刑事貴族シリーズ（日本テレビ系）
  - 刑事貴族2
    - 第3話「誘拐された首領」（1991年4月26日）
    - 第7話「ダイヤモンドは永遠に」（1991年5月24日）
    - 第14話「疑惑の白衣」（1991年8月2日）
    - 第39話「幸福の向こう側」（1992年3月13日）

  - 刑事貴族3
    - 第13話「別れた理由」※尾西兼一との共同脚本（1992年8月7日）

## 受賞歴
2002年度
- 第16回高崎映画祭・最優秀助演男優賞（『DISTANCE』、是枝裕和監督）
- 第1回日本DVシネマ大賞・最優秀助演男優賞（『実録・安藤昇侠道伝 烈火』、三池崇史監督）

2014年度
- 2014 54th ACC CM FESTIVAL 演技賞（キリンビール「キリンチューハイビターズ」・フォーシーズ「ピザーラ」）

2015年度
- 第85回ザテレビジョンドラマアカデミー賞 ザテレビジョン特別賞（2015年春クールにおける、『ヤメゴク〜ヤクザやめて頂きます〜』、『Dr.倫太郎』、『不便な便利屋』の3作品同時出演に対し）[132][133]
- 第1回コンフィデンスアワード・ドラマ賞・主演男優賞（『民王』）[134][135]
- 第53回ギャラクシー賞[注 5] テレビ部門 個人賞（金曜ナイトドラマ『民王』（テレビ朝日）、BS日テレ開局15周年特別企画時代劇『佐武と市捕物控』（BS 日テレ）、『お義父さんと呼ばせて』（関西テレビ）の演技）[136][137]